# Cyrtopodion indusoani
Cyrtopodion indusoani är en ödleart som beskrevs av  Muhammad Sharif Khan 1988. Cyrtopodion indusoani ingår i släktet Cyrtopodion och familjen geckoödlor. Inga underarter finns listade i Catalogue of Life.